# Второй (остров, Пенжинский район)
Второ́й — остров в России, в Пенжинском районе Камчатского края. Находится в Пенжинской губе, в заливе Шелихова Охотского моря, к юго-востоку от острова Третий и залива Мелководный, к югу от полуострова Елистратова и мыса Елистратова, к северу от острова Крайний.